# 大头蒲公英
大头蒲公英（学名：Taraxacum calanthodium）是菊科蒲公英属的植物，为中国的特有植物。分布于中国大陆的甘肃、四川、西藏、青海、陕西等地，生长于海拔2,500米至4,300米的地区，见于高山草地，目前尚未由人工引种栽培。